# Ișnovăț
Ișnovăț es una comuna y pueblo de la República de Moldavia ubicada en el distrito de Criuleni.
En 2004 la comuna tiene una población de 1580 habitantes, la casi totalidad de los cuales son étnicamente moldavos-rumanos.
Se ubica unos 20 km al oeste de Criuleni y unos 20 km al norte de Chisináu, cerca del límite con el distrito de Orhei.